# Долгов Олег Володимирович
Олег Володимирович Долгов (рос. Оле́г Влади́мирович Долго́в; нар. 9 квітня 1952, Дзержинськ, Горьковська область) — радянський та російський вчений. Доктор фізико-математичних наук, професор Інституту фізики твердого тіла Товариства Макса Планка, фахівець в області надпровідності. Поза професійної сфери відомий як гравець «Що? Де? Коли?».

## Професійна кар'єра
Закінчив Московський фізико-технічний інститут (МФТІ) за спеціальністю «проблеми фізики та астрофізики». Дипломна робота була присвячена надпровідності білих карликів. У 1978 році закінчив аспірантуру у Віталія Гінзбурга з дисертацією на тему надпровідності анізотропної та неоднорідної речовини. Із 1996 року доктор фізико-математичних наук, тема дисертації «Вплив сильної електрон-фононної взаємодії на динамічні та термодинамічні властивості надпровідників».
Співробітник Фізичного інституту імені П. М. Лебедєва Російської академії наук (сектор теорії надпровідності) та Інституту досліджень твердого тіла Товариства Макса Планка в Штутгарті. Також вів викладацьку роботу в МФТІ та на фізичному факультеті Тюбінгенського університету.
Теми досліджень: надпровідність; діелектрична сприйнятливість та магнітна проникність твердих тіл; функції реакції конденсованих середовищ; системи з важкими ферміонами.

### Вибрана бібліографія
О. В. Долгов є автором або співавтором більш ніж ста публікацій у фаховій літературі, включаючи такі провідні радянські, американські та європейські фізичні журнали, як «Успехи физических наук», «Письма в Журнал экспериментальной и теоретической физики», Physical Review B, Physical Review Letters, Physica C: Superconductivity.
Енциклопедичні статті
- Автор статей «Діелектрична постійна» (у співавторстві) та «Узагальнена сприйнятливість» в Фізичній енциклопедії .

Колективні монографії
- O. V. Dolgov, D. A. Kirzhnits, E. G. Maksimov. Dielectric function and superconductivity // Superconductivity, Superdiamagnetism and Superfluidity / V.L.Ginzburg. — Moscow : MIR Publishers, 1987. — 327 p.
- O. V. Dolgov, E. G. Maksimov. Electron-phonon interaction and superconductivity // Thermodynamics and Electrodynamics of Superconductors / V.L.Ginzburg. — Commack, NY : Nova Science Pub, 1988. — 294 p. — ISBN 978-0-941743-18-1.
- O. V. Dolgov, E. G. Maksimov. Dielectric function of crystalline systems // Dielectric Function of Condensed Systems / L.V.Keldysh, D.A.Kirzhnits, A.A.Maradudin. — Amsterdam : North-Holland, 1989. — 594 p. — ISBN 978-0444873668.

Публікації в періодичних виданнях
- О. В. Долгов, Е. Г. Максимов. О знаке статической диэлектрической проницаемости простых металлов. // Журнал экспериментальной и теоретической физики. — 1978. — Т. 28, № 1 (25 березня). — С. 3—6. Архівовано з джерела 6 січня 2021. Процитовано 4 січня 2021.
- О. В. Долгов, Е. Г. Максимов. Эффекты локального поля и нарушение соотношений Крамерса—Кронига для диэлектрической проницаемости. // Успехи физических наук. — Российская академия наук, 1981. — Т. 135, № 3 (25 марта). — С. 441—477. Архівовано з джерела 22 липня 2018. Процитовано 4 січня 2021.
- О. В. Долгов, Е. Г. Максимов. Критическая температура сверхпроводников с сильной связью. // Успехи физических наук. — Российская академия наук, 1982. — Т. 138, № 1 (25 марта). — С. 95—128. Архівовано з джерела 20 липня 2018. Процитовано 4 січня 2021.
- О. В. Долгов, Е. П. Фетисов, Д. И. Хомский. Межзонное спаривание и сверхпроводимость систем с тяжёлыми фермионами. // Журнал экспериментальной и теоретической физики. — 1986. — Т. 44, № 7 (25 березня). — С. 342—344. Архівовано з джерела 8 січня 2021. Процитовано 4 січня 2021.
- Л. Н. Булаевский, О. В. Долгов. Свойства сверхпроводников с сильным электрон-фононным взаимодействием. // Журнал экспериментальной и теоретической физики. — 1987. — Т. 45, № 9 (25 березня). — С. 413—415. Архівовано з джерела 8 січня 2021. Процитовано 4 січня 2021.
- Е. Г. Максимов, О. В. Долгов. О возможных механизмах высокотемпературной сверхпроводимости. // Успехи физических наук. — Российская академия наук, 2007. — Т. 177, № 9 (25 марта). — С. 983—988. Архівовано з джерела 8 січня 2021. Процитовано 4 січня 2021.
- O. V. Dolgov, D. A. Kirzhnits, and E. G. Maksimov. On an admissible sign of the static dielectric function of matter. // Reviews of Modern Physics. — 1981. — Т. 53, № 1 (25 березня). — С. 81—93.
- S. V. Shulga, O. V. Dolgov, and E. G. Maksimov. Electronic states and optical spectra of HTSC with electron-phonon coupling. // Physica C: Superconductivity. — 1991. — Т. 178, № 4—6 (25 березня). — С. 266—274.[недоступне посилання з Сентябрь 2018]
- R. Combescot, O. V. Dolgov, D. Rainer, and S. V. Shulga. Optical absorption in the strong-coupling limit of Eliashberg theory. // Physical Review B: Condensed Matter and Materials Physics. — 1996. — Т. 53, № 5 (25 березня). — С. 2739—2745.
- S. D. Adrian, O. Dolgov, S. Shulga, and V. Z. Kresin. Density of states and the energy gap in superconducting cuprates. // Physical Review B: Condensed Matter and Materials Physics. — 1997. — Т. 56, № 13 (25 березня). — С. 7878—7881.
- M. L. Kulić, and O. V. Dolgov. Anisotropic impurities in anisotropic superconductors. // Physical Review B: Condensed Matter and Materials Physics. — 1999. — Т. 60, № 18 (25 березня). — С. 13062—13069. Архівовано з джерела 10 січня 2021. Процитовано 4 січня 2021.
- O. Dolgov, and N. Schopohl. Transition radiation of moving Abrikosov vortices. // Physical Review B: Condensed Matter and Materials Physics. — 1999. — Т. 61, № 18 (25 березня). — С. 12389—12393.
- A. E. Karakozov, E. G. Maksimov, and O. V. Dolgov. Electromagnetic response of superconductors and optical sum rule // Solid State Communications. — 2002. — Т. 124, № 4 (25 березня). — С. 119—124. Архівовано з джерела 9 січня 2021. Процитовано 4 січня 2021.
- I. I. Mazin, O. K. Andersen, O. Jepsen, O. V. Dolgov, J. Kortus, A. A. Golubov, A. B. Kuz’menko, and D. van der Marel. Superconductivity in MgB2: Clean or Dirty? // Physical Review Letters. — 2002. — Т. 89, № 10 (25 березня). — С. 107002.1—107002.4. Архівовано з джерела 4 березня 2016. Процитовано 4 січня 2021.
- L. Boeri, O. V. Dolgov, and A. A. Golubov. Electron–phonon properties of pnictide superconductors. // Physica C: Superconductivity. — 2009. — Т. 469, № 9—12 (25 березня). — С. 628—634. Архівовано з джерела 9 січня 2021. Процитовано 4 січня 2021.

## «Що? Де? Коли?»
У телеклуб Олег Долгов вперше потрапив у 1979 році за рекомендацією Віктора Сіднева. Лауреат спеціального призу «За впевненість у своїх знаннях» за 1980 рік. У 1987 році Долгов, який виступав у складі збірної СРСР (інші учасники — Віктор Сіднев, Сергій Пестов, Олександр Бялко, Олександр Друзь, Микита Шангін), був удостоєний призу міжнародних ігор «Що? Де? Коли?» в Болгарії — «Порцелянового равлика». У 2000 році сів за стіл у складі «збірної 80-х років» в рамках Ювілейних ігор клубу.